# 西内啓
西内 啓（にしうち ひろむ、1981年4月20日 - ）は、日本の統計家。兵庫県神戸市出身。
東京大学大学院医学系研究科医療コミュニケーション学分野助教、大学病院医療情報ネットワーク研究センター副センター長、ハーバード大学ダナ・ファーバー癌研究所客員研究員を経て、現在は、分析サービスを提供する株式会社データビークルの取締役として、社会にイノベーションを起こし、全てのビジネスマンが分析に携われるツールの開発、官民のデータ活用プロジェクトの支援に従事。

## 経歴
- 1997年 神戸市立桃山台中学校卒業[6]
- 2000年 兵庫県立長田高等学校卒業[6]
- 2005年 東京大学医学部健康科学・看護学科卒業（4年制・生物統計学専攻）
- 2008年 東京大学大学院医学系研究科医療コミュニケーション学分野助教着任
- 2008年 大学病院医療情報ネットワーク研究センター副センター長着任[7]
- 2010年 東京大学大学院医学系研究科医療コミュニケーション学分野退職
- 2014年 株式会社データビークル創業[8]

## 人物
父親は外科医。
中学時代は生徒会長とバスケットボール部のキャプテンを兼任。
著書である『統計学が最強の学問である』は、シリーズ累計40万部を超え、2014年度ビジネス書大賞を受賞した。
また、「統計学に関する一般書としては異例の売り上げ部数を記録し、それにより統計学の普及・啓発に寄与した」として、2017年度日本統計学会出版賞を受賞している。
日本プロサッカーリーグ（Jリーグ）のアドバイザー。他のメンバーは梅澤高明、冨山和彦、夏野剛、堀江貴文 。
芸能事務所「三桂」とマネージメント提携しており、テレビの報道・情報番組にコメンテーターとして出演している。

## 研究
- 第50回日本人間ドック学会学術大会において「一次検診単独施設における受診者サービス、特に、地域医療ネットワークの重要性について」共同発表。
- Socioeconomic Status and Health Communication Inequalities in Japan: A Nationwide Cross-Sectional Survey(PLoS ONE 7(7): e40664.)
- Using a Marginal Structural Model to Design a Theory-Based Mass Media Campaign. (PLoS ONE 11(7): e0158328.)[15]

## 著書
- 『東大の先生が実践する「ロジカル」暗記術』（ぱる出版,2009）
- 『東大の先生が実践する 確率思考のコツ』（ぱる出版,2010）
- 『東大の先生がハーバードで実践した人を動かす技術』（祥伝社,2010）
- 『コトラーが教えてくれたこと 女子大生バンドが実践したマーケティング』（ぱる出版,2010）
- 『理系男子のための恋愛の科学』（秀和システム,2011）
- 『世界一やさしくわかる医療統計』（秀和システム,2011）
- 『コトラーが教えてくれたこと〈2〉女子大生が変えたブラック企業のマーケティング戦略』（ぱる出版,2012）
- 『サラリーマンの悩みのほとんどにはすでに学問的な「答え」が出ている』（マイナビ新書,2012）
- 『遠藤保仁がいればチームの勝ち点は117%になる データが見せるサッカーの新しい魅力』（ソフトバンク新書,2012）
- 『統計学が最強の学問である』（ダイヤモンド社,2013）
- 『1億人のための統計解析』（日経BP社,2014）
- 『統計学が最強の学問である[実践編]』（ダイヤモンド社,2014）
- 『統計学が最強の学問である[ビジネス編]』（ダイヤモンド社,2016）
- 『統計学が日本を救う』（中央公論新社,2016）
- 『統計学が最強の学問である[数学編]』（ダイヤモンド社,2017）
- 『データでもっと儲ける方法』（翔泳社,2019）

共著
- 『シグナル&ノイズ 天才データアナリストの「予測学」』解説（ネイト・シルバー著,日経BP社,2013)
- 『目に見えないもの』（星の王子さまと10人の探究者たち,講談社,2013）
- 『情報社会学概論Ⅱ』（公文俊平、大橋正和 編著,NTT出版,2014）
- 『社会人のためのデータサイエンス入門』[16]（土屋隆裕、佐藤整尚、総務省統計局,日本統計協会,2015）
- 『理系に学ぶ』対談(川村元気,ダイヤモンド社,2016）
- 『RESASの教科書』（日経BP社,2016)

監修・編集協力
- 『この世で一番おもしろい統計学』(アラン・ダブニー著、山形浩生訳,ダイヤモンド社,2014)
- 『J.LEAGUE PUB Report 2015』[17](日本プロサッカーリーグ,2015)

## 出演
- 新週刊フジテレビ批評(フジテレビ,2013.6.15)
- 加藤浩次の本気対談！コージ魂！！(BS日テレ,2013.9.26)
- ベストセラーを講義する(TBS,2014.8.25)
- 社会人のためのデータサイエンス入門[18](gacco、総務省統計局,2015.11)
- 地方創生☆RESASフォーラム2015[19][20](日経ビッグデータラボ、内閣府地方創生推進室,2015.9.15)
- 日本経済がっちりマンデー(TBS,2016.9.11)
- THE NEWS α　木曜レギュラー(フジテレビ,2017.10～2018.3)
- 新・情報7daysニュースキャスター レギュラー(不定期)(TBS,2018.11～)
- スポーツ！一家言調査隊(熊本朝日放送,2019.1.5)
- 報道プライムサンデー(フジテレビ,2019.2.3)
- 上田晋也のサタデージャーナル(TBS,2019.2.9)
- AbemaPrime(AbemaTV,2019.3.6)

## 掲載
- 『PRESIDENT』（プレジデント社,2010.4.12）
- 『EL GOLAZO』（スクワッド,2012.2）
- 『Sports Graphic Number』（文藝春秋,2013.2.7）
- 『週刊ダイヤモンド』（ダイヤモンド社,2013.3.30）
- 『朝日新聞』（朝日新聞社,2013.4.17,2014.6.14）
- 『新潮45』（新潮社,2013.5）
- 『毎日新聞 東京夕刊』（毎日新聞社,2013.5.28）
- 『SQUET』（三菱UFJリサーチ＆コンサルティング,2013.6）
- 『週刊エコノミスト』（毎日新聞社,2013.6.4）
- 『戦略経営者』（TKC,2013.7）
- 『AERA』（朝日新聞出版,2013.7.22,2014.4.28）
- 『UOMO』（集英社,2013.8,2015.3）
- 『日経プレミアPLUS』（日本経済新聞出版社,2013.8.9）
- 『文藝春秋オピニオン』（文藝春秋,2013.11.13）
- 『日経情報ストラテジー』（日経BP社,2013.12）
- 『人生が変わる!読書術』（学研パブリッシング,2013.12.17）
- 『日経ビジネス』（日経BP社,2013.12.23）
- 『THE21』（PHP研究所,2014.2）
- 『ハーバード･ビジネス･レビュー』（ダイヤモンド社,2014.2）
- 『経済セミナー』（日本評論社,2014.2･3）
- 『なるほど統計学園高等部』（総務省統計局,2013）
- 『日経ビッグデータ』連載（日経BP社,2014）
- 『中央公論』（中央公論社,2014.8.9）
- 『日経ビジネスアソシエ』（日経BP社,2014.9.10）
- 『Think!』（東洋経済新報社,2014.10.20）
- 『実践!“超"分析の教科書』（日経BP社,2014.11.17）
- 『明日への統計 2014』（総務省統計局,2014）
- 『統計』[21](日本統計協会,2016.1)
- 『月刊 事業構想』（事業構想大学院大学,2016.5）[22]
- 『日本経済新聞』（日本経済新聞社,2018.6.4)